# 549-я моторизованная бригада

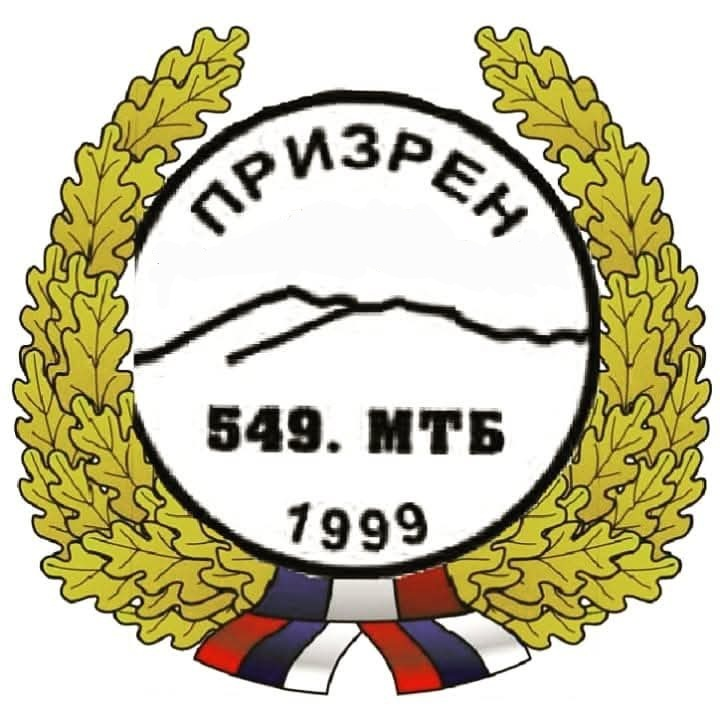
Эмблема 549-й моторизованной бригады Вооруженных сил СРЮ

549-я моторизованная бригада (серб. 549. моторизована бригада), полное название Геройская 549-я моторизованная бригада «Царь Душан Сильный» (серб. Херојска 549. моторизована бригаде „Цар Душан Силни“) — мотопехотная бригада, находившаяся в составе Югославской народной армии, Вооружённых сил Союзной Республики Югославии, Вооружённых сил Сербии и Черногории и Вооружённых сил Сербии с 1968 по 2007 годы.

## История
В 1968 году в городе Призрен была образована 549-я группа развёртывания территориального пехотного полка (серб. 549. Група за развој територијалног пешадијског пука), мобилизация которого предусматривалась на случай войны. После демонстрации в Косово и Метохии в том же году была образована 549-я группа развёртывания лёгкого пехотного полка (серб. 549. Група за развој лаког пешадијског пука). В течение 1975 года осуществлялось формирование 549-го пехотного полка (серб. 549. Пешадијски пук), 2-й батальон которого был расквартирован в городе Печ. В 1981 году 549-й пехотный полк был преобразован в 549-ю пехотную бригаду (серб. 549. Пешадијска бригада). В 1988 году полк был преобразован в 549-ю Пролетарскую пехотную бригаду (серб. 549. Пролетерска пешадијска бригада), а в 1990 году она получила статус моторизованной бригады. Командиром бригады в то время был полковник Драголюб Ойданич, будущий начальник Генерального штаба Вооружённых сил Союзной Республики Югославии.
В 1992 году 549-я моторизованная бригада вошла в состав Приштинского корпуса. Во время Косовской войны бригада участвовала в боях за Ораховац, Ешково, Кабаш и Паштрик. В тех сражениях бригадой командовал полковник (позже генерал-майор) Божидар Делич. 19 июля 1998 года бригадой была снята блокада Ораховаца, который двумя днями ранее был блокирован силами АОК. В марте 1999 года бригада нанесла поражение АОК в призренских деревнях Ешково и Кабаш, а также сражалась в битве на Паштрике (операция «Стрела»), отражая наступления сил АОК, которым помогали инструкторы из НАТО.
После подписания Кумановского соглашения бригада покинула Косово и передислоцировалась в Ябланицкий округ. 16 июня 1999 года бригада была награждена орденом Народного героя. Вручение награды состоялось в казарме «Ябланица» в Лесковаце: орден вручал начальник Генерального штаба Вооружённых сил Союзной Республики Югославии Небойша Павкович, а награду от имени бригады принял полковник Делич.
В 2007 году 549-я моторизованная бригада была расформирована: её формальным преемником стал 3-й учебный центр в Яково. Некоторые части 549-й бригады формально вошли в состав 3-й бригады Вооружённых сил Сербии 4 июня 2007 года, а другие — в состав 4-й бригады 30 июня того же года.

## Известные военнослужащие
В 549-й моторизованной бригаде служили многие русские добровольцы, в том числе Анатолий Лебедь и Альберт Андиев. Также среди военнослужащих была как минимум одна женщина — Сладжана Станкович.

## Командование
Командиры
- полковник Драголюб Ойданич (1989—1992)
- полковник/генерал-майор Божидар Делич (1995—2000)
- полковник Стоян Кониковац[серб.] (2000—?)

Начальники штаба
- подполковник Стоян Кониковац[серб.]